# 2023年积石山县地震
2023年积石山县地震是指在北京时间2023年12月18日23时59分发生于甘肃省临夏回族自治州积石山保安族东乡族撒拉族自治县的一次Ms6.2地震，震源深度约为10千米，震中柳沟乡距离县城约8公里，最大烈度为IX度（CSIS，CEA）這次淺层逆衝斷層地震襲擊了甘肅省积石山县和青海省海东市交界處的一個人口稠密地區。兩省至少有151人死亡、980人受傷。這使其成為自2014年鲁甸地震以來中國最嚴重的地震。

## 構造環境

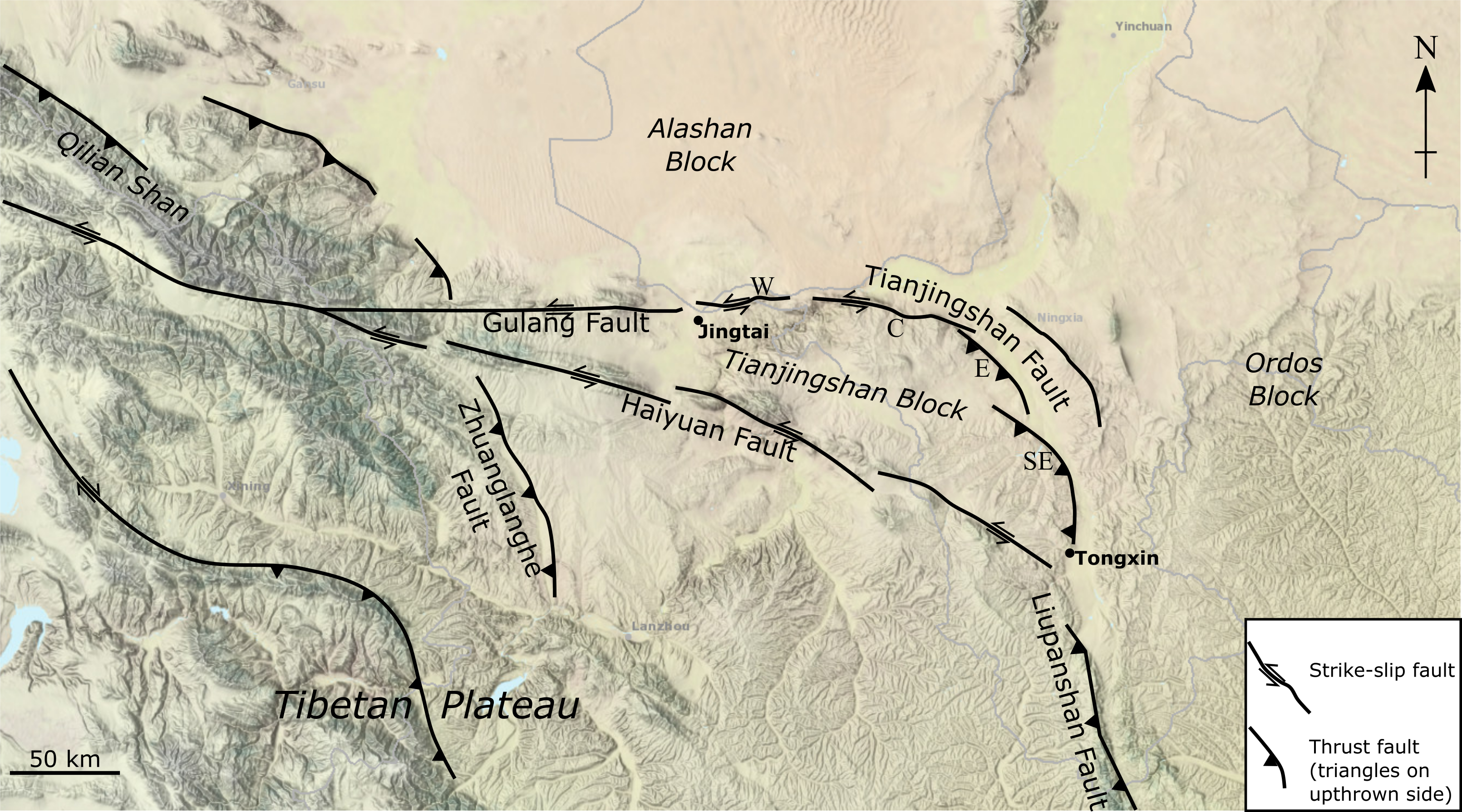
青藏高原東北部的主要斷裂； 地震沿著影像左下角的斷層發生

積石山山脈位於祁連山脈的最東段，屬於青藏高原北部邊緣的一部分。該高原是由於印度板塊和歐亞板塊持續碰撞而形成的大陸地殼增厚區。高原繼續向北推擠，同時橫向擴展，導致發育大型左旋走滑斷層和逆斷層帶。西北北-東南南（NNW-SSE）走向的積石山山脈兩側以斷層為界，顯示出逆沖和走滑的證據。 根據GPS觀測，這些構造中最活躍的是東部邊緣斷層，估計走滑和縮短的位移率約為每年1毫米。

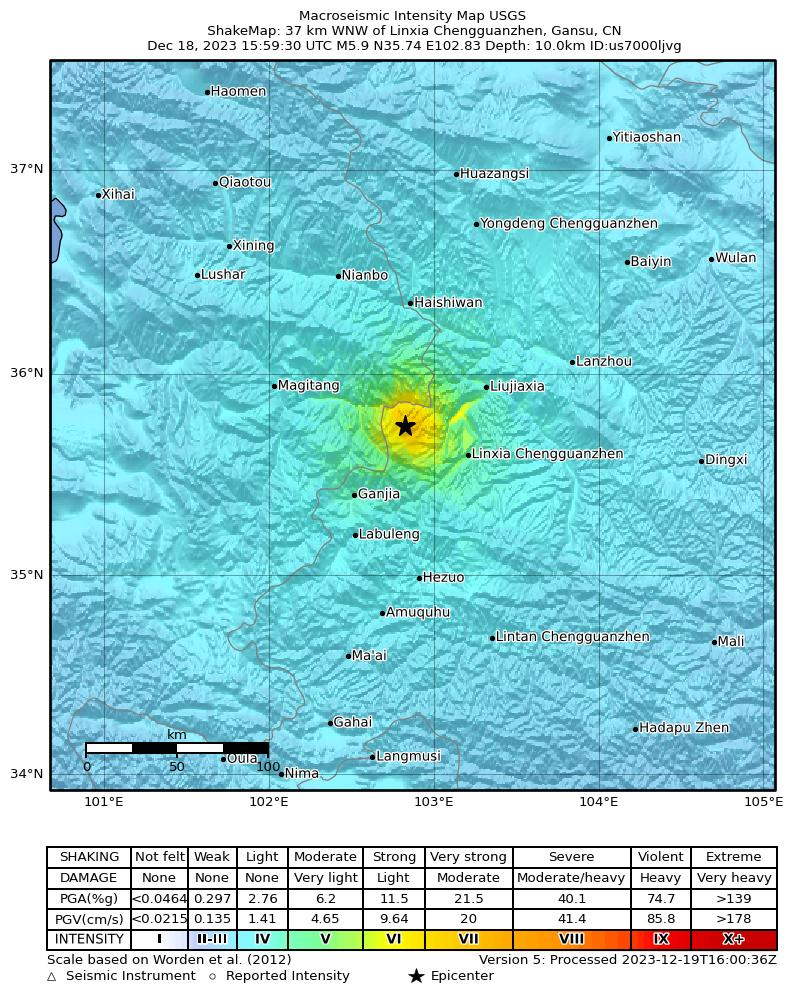
2023年积石山县地震的烈度图,来源USGS。

東西走向的拉脊山斷層帶（北段和南段）界定了山脈的北緣，而西北走向的積石山斷層帶（東段和西段）則位於拉脊山的東端。 這兩個斷裂構造代表了北部日月山右旋斷裂和南部秦嶺左旋斷裂之間的擠壓帶。沿著斷層帶發現了兩次史前地震，其中一次及其导致的洪水可能摧毀了喇家文化。
 GNSS 速度觀測表明，拉脊山斷層產生的逆衝和走滑運動微不足道。 積石山斷裂呈現較大的逆衝和右旋運動，其中東段活動較大。 對於中度至強烈的事件，積石山斷層沿線的地震潛力比鄰近斷層更大。
祁連山歷史上曾多次發生特大破壞性地震。在该地震附近250公里内，自1900年以来发生了23次5.5级及以上的地震。其中近代最大的一次是1927年北部發生的矩震級7.7級地震，造成40,000人死亡。這次地震是逆衝斷層的結果，給鼓浪-武威地區帶來了極大的破壞，並引發了破壞性的山體滑坡。1920年，甘肅還遭受了另一場由走滑斷層引起的地震，造成20萬人死亡；通常被認為是20世紀最致命的地震之一。
此次积石山地震震中地理位置介于东昆仑断裂带、祁连山—海原断裂带、阿尔金断裂带及西秦岭断裂带等活断层之间，接近青藏高原与华南板块、华北陆块交界的地方，属于南北地震带地震活动较多的区域。

## 地震观测
截至12月20日8时0分，共记录到余震423次，其中4.0-4.9级2次，3.0-3.9级8次，最大余震4.1级。
| 时间             | 震中位置 | 坐标                                | 震级 | 震源深度 （千米） |
| ---------------- | -------- | ----------------------------------- | ---- | ----------------- |
| 12月18日23时59分 | 积石山县 | 35°42′N 102°47′E / 35.70°N 102.79°E | 6.2  | 10                |
| 12月19日00时24分 | 积石山县 | 35°38′N 102°55′E / 35.63°N 102.92°E | 3.9  | 10                |
| 12月19日00时36分 | 积石山县 | 35°47′N 102°47′E / 35.78°N 102.78°E | 4.0  | 10                |
| 12月19日00时43分 | 积石山县 | 35°47′N 102°46′E / 35.78°N 102.77°E | 3.4  | 10                |
| 12月19日00时56分 | 积石山县 | 35°48′N 102°47′E / 35.80°N 102.79°E | 3.4  | 10                |
| 12月19日00时59分 | 积石山县 | 35°50′N 102°47′E / 35.83°N 102.78°E | 4.1  | 10                |
| 12月19日01时20分 | 积石山县 | 35°48′N 102°46′E / 35.80°N 102.77°E | 3.2  | 10                |
| 12月19日02时10分 | 积石山县 | 35°50′N 102°46′E / 35.83°N 102.76°E | 3.2  | 10                |
| 12月19日02时10分 | 积石山县 | 35°46′N 102°50′E / 35.76°N 102.83°E | 3.4  | 9                 |
| 12月21日04时02分 | 积石山县 | 35°46′N 102°48′E / 35.77°N 102.80°E | 4.1  | 8                 |

1. ↑  中国地震预警网发布的预警中，震中位置在青海民和（35°52′N 102°43′E / 35.86°N 102.72°E）。

## 震害情况
以下为多方整合的初步情况，目前正在等待官方对此次地震所造成人员伤亡与财产损失等影响的评估。

### 震感
兰州、定西、临夏等震中周边地区震感强烈。
青海省海东市乐都区、平安区、互助县、民和县、化隆县、循化县震感强烈，西宁市、海南藏族自治州共和县有感。
地震震中距青海省省界最近距离5公里，最近的乡镇为循化撒拉族自治县道帏乡约12公里。震中距海东市平安区约107.5公里，距民和回族土族自治县约68.8公里，距循化县约32公里，距化隆回族自治县约64公里，距西宁市约135公里。震中50公里范围内涉及青海省的乡镇共22个，最近的乡镇有道帏藏族乡、官亭镇、白庄镇、中川乡等。

### 人员伤亡
截至12月22日8时，积石山6.2级地震已造成甘肃117人死亡，781人受伤。截至12月31日凌晨，地震已造成青海省海东市34人遇难，198人受伤。

### 基建与建筑损坏情况
据了解，震中所在的积石山县柳沟乡有砖混房屋倒塌、出现裂缝。青海省循化县部分村庄已断电。

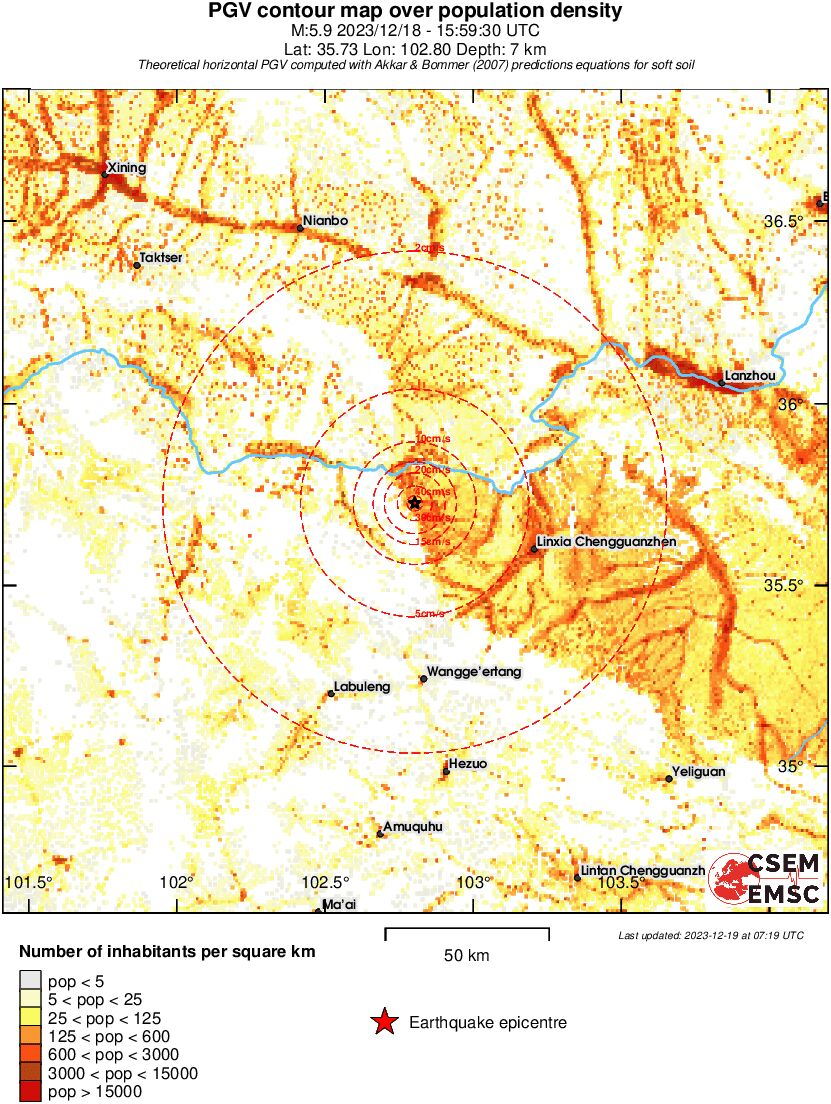
如图所示，此次地震的极震域正好命中了人口密集区，故造成了相对较大的伤亡。

距离震中约16公里处的积石峡水电站三台机组全部跳闸、孟清线330KV送出线路跳闸。
截至12月19日14时，因地震和电力中断影响退服的314座基站已抢修恢复279座，2条中断通信光缆已全部抢通。
信息通信行业累计出动应急车辆217辆、发电油机422台，投放卫星电话32部，发送各类预警短信355万条。

### 救援情况
截至北京时间2023年12月19日上午十时，已投入救援人员1925人，其中：临夏州消防154人、车辆29辆，临夏军分区民兵应急队伍90人，州级医疗救援人员45人、车辆10辆，州移动公司人员96人、通讯抢修车辆32辆，州电信公司人员36人、通讯抢修车辆8辆，州联通公司人员30人、通讯抢修车辆6辆，州交通局救援人员30人、车辆128辆，州公安局干警750人，国网临夏供电公司人员160人、抢修车30辆，武警225人，西部战区官兵300人。截至12月20日中午，甘肅省应急管理厅透露，已临时安置约两万多户8万多人。救援工作基本结束。12月23日起，积石山县震区部分乡镇开始分批次拆除因地震影响被鉴定为危房的民房，受灾群众陆续搬入活动板房。截至12月24日，灾区正常诊疗服务、积石山县城区电力、供水、供气、供热基本恢复，通往重灾区的农村公路全部抢通。災區收到社会各界捐款和中央部委下拨资金共计185931.68万元，其中社会各类捐款116593.34万元，中央和国家部委下拨资金69338.34万元。接收到中央和省级调运物资13.98万件，接收到社会和个人捐赠物资350.17万件。12月25日，甘肃省积石山县6.2级地震灾后恢复重建协调指导小组成立。截至12月30日，积石山地震灾区所有高三均在異地復課。

## 应急响应

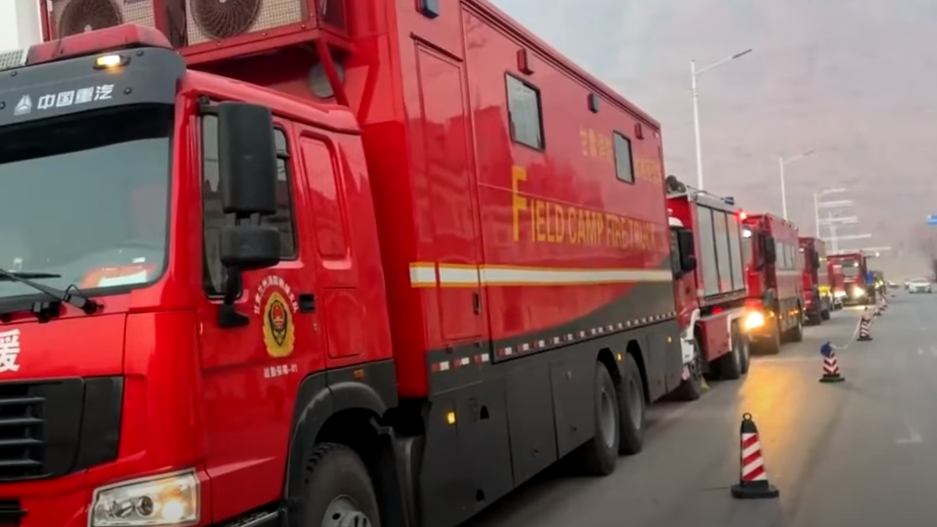
地震後，救援卡車停在積石山路邊。

### 中央高层
中共中央总书记习近平和国务院总理李强分别对救灾工作作出指示和批示。国务院副总理张国清于19日早率国务院工作组紧急赶赴甘肃、青海地震灾区指导抗震救灾工作。

### 国家部委
国家发展改革委启动突发事件应急响应机制，全力做好灾区煤电油气运保障、应急救灾物资调配、重要民生商品保供稳价等工作；紧急组织向甘肃、青海两省下达合计2.5亿元灾后应急恢复重建中央预算内投资，支持地震灾区的基础设施和公共服务设施应急恢复建设。
国务院抗震救灾指挥部、应急管理部将国家地震应急响应提升至二级。国家防灾减灾救灾委员会、应急管理部将国家救灾应急响应提升至二级。
国家粮食和物资储备局军粮供应办公室迅速启动军粮应急保障机制，甘肃、青海、新疆等地军粮供应管理部门密切联系部队，全力做好救灾部队和灾区群众的军粮供应保障工作。
财政部、应急管理部紧急向甘肃、青海两省预拨中央自然灾害救灾资金2亿元，其中，甘肃1.5亿元、青海0.5亿元，支持地方开展抗震救灾工作。
共青团中央向共青团甘肃省委划拨团费100万元、共青团青海省委划拨团费30万元，专项支持基层团组织开展抗震救灾工作。

### 地方政府
中共甘肃省委书记胡昌升、省长任振鹤在省委应急值班室调度救灾工作，并于当晚前往灾区。
甘肃省委、省政府成立积石山县抗震救灾指挥部，下设社会秩序组、现场救援组、灾情摸排组、医疗救治组、数据统计组和信息发布组、交通运输组、物资保障组、通讯保障组等。
甘肃省地震局高晓明副局长已带3车12人赴地震现场，同时甘南地震监测中心站4人、临夏州地震局4人、积石山县地震局4人已赴地震现场。
临夏回族自治州在震后启动二级应急响应，成立由州委、州政府主要领导担任总指挥的州抗震救灾应急指挥部，指挥部下设综合协调、抢险救援、地震灾情调查及灾害损失评估、群众生活保障、医疗救治和卫生防疫、交通运输保障、基础设施保障和生产恢复、地震监测和次生灾害防范处置、社会治安、救灾捐赠、信息发布及宣传报道11个工作组，按照《临夏州地震应急预案》开展抗震救灾工作。
12月25日，哀悼积石山6.2级地震遇难人士的默哀仪式在甘肃省临夏州积石山县大河家镇大河文化广场举行。

### 军队
西部战区陆军第76集团军某旅约300名官兵于凌晨4时许到达受灾严重的积石山地震灾区，展开人员搜救、道路清理等工作。
12月19日9时50分许，西部战区应急指挥组搭乘战区空军一架运-20从西南某军用机场起飞，赶赴灾区一线，统筹抗震救灾工作。武警甘肃总队出动300余名官兵、40余台车辆抵达积石山县刘集乡4个村，担负搜救、伤员转运、疏通道路和搭建帐篷等任务。甘肃省军区临夏军分区就近组织民兵根据任务划分分组赶赴各点位执行任务。

## 爭議

### 學生逃難反被人臉識別困住
有陕西西安學生透露，在甘肃地震當下嘗試逃生，卻因宿舍出口必須通過人臉識別，晚上10時半後外出要通過兩道關卡，而且只有4個出口，只好被迫砸門逃生。

## 其他反應
- 中华人民共和国外交部发言人汪文斌在例行记者会上介绍，俄罗斯总统普京、柬埔寨国王西哈莫尼、巴基斯坦总统阿尔维、马尔代夫总统穆伊兹、韩国总统尹锡悦、阿联酋总统穆罕默德、中非总统图瓦德拉、白俄罗斯总统卢卡申科、哈萨克斯坦总统托卡耶夫、土库曼斯坦总统谢·别尔德穆哈梅多夫、乌兹别克斯坦总统米尔济约耶夫、塔吉克斯坦总统拉赫蒙、德国总统施泰因迈尔、意大利总统马塔雷拉、塞尔维亚总统武契奇、波黑主席团三位成员、匈牙利总统诺瓦克、尼加拉瓜总统奥尔特加、孟加拉国总理哈西娜、日本首相岸田文雄等外国领导人以致电、致信等方式向习近平主席致以诚挚慰问、向地震遇难者表示哀悼。俄罗斯总理米舒斯京、国家杜马主席沃洛金、巴基斯坦总理卡卡尔、参议院主席桑吉拉尼、国民议会议长阿什拉夫、泰国总理赛塔、马尔代夫副总统拉提夫、土库曼斯坦人民委员会主席库·别尔德穆哈梅多夫、乌兹别克斯坦总理阿里波夫、塞尔维亚第一副总理兼外长达契奇、新西兰副总理兼外长彼得斯、多米尼克总理斯凯里特、格林纳达总理米切尔、委内瑞拉副总统罗德里格斯、联合国秘书长古特雷斯、第78届联合国大会主席弗朗西斯等外国和国际组织领导人也以致慰问电等多种方式向中方表示慰问。阿富汗、尼泊尔、埃及、沙特、以色列、土耳其、约旦、利比亚、摩洛哥、突尼斯、埃塞俄比亚、吉尔吉斯斯坦、亚美尼亚、阿塞拜疆、摩尔多瓦、法国、瑞士、丹麦、芬兰、荷兰、比利时、捷克、爱沙尼亚、拉脱维亚、塞浦路斯、美国、澳大利亚、加拿大、古巴、巴西、哥伦比亚、萨尔瓦多、墨西哥、厄瓜多尔、阿根廷、乌拉圭、秘鲁、智利等许多国家也通过不同方式向中方表达了慰问。中方对此表示衷心感谢。[54]
- 中華民國总统蔡英文就甘肃地震造成的严重人员伤亡，向中国大陆表示哀悼与慰问，同时表示台湾愿意向灾区提供协助。行政院大陆委员会和海峡交流基金会也分别向大陆有关方面表达慰问关怀以及“提供必要协助”的意愿。[55]中国大陆台企联及各地台协、旺旺集团、上海冠龙阀门、富士康、宝健集团、东亚机械、敏实集团、宝成集团等台商台企向灾区捐款捐物，据不完全统计，截至12月26日，台商台企捐款捐物4000多万元人民币。中国大陆国台办发言人陈斌华回应称：“我们对于台湾有关团体和人士以及广大台商台企给予的关心和帮助表示衷心感谢"。[56]